# Parafia Przemienienia Pańskiego w Klonowie
Parafia Przemienienia Pańskiego w Klonowej – parafia rzymskokatolicka należąca do dekanatu Lututów diecezji kaliskiej. Została utworzona w 1828. Mieści się przy ulicy ks. Józefa Dalaka. Prowadzą ją księża diecezjalni.